# Kafr Jasif
Kafr Jasif (arabisch كفر ياسيف, DMG Kafr Yāsīf, im Levantinischen Dialekt Kufr Yāsīf; hebräisch כַּפְר יָסִיף) ist eine vornehmlich arabische Kleinstadt mit 10.029 Einwohnern (Stand 2018) im Nordbezirk Israels. Der Ort befindet sich 11 km nordöstlich der Stadt Akkon und ist neben einer drusischen Minderheit ziemlich hälftig in einen christlichen und muslimischen Bevölkerungsanteil aufgeteilt.

## Etymologie
Nach traditioneller Deutung lautete der Name des Ortes ursprünglich Kfar ʿAkko, bis Josephus die Siedlung befestigte und nach sich selbst umbenannte.

## Geschichte
Kafr Jasif war 1972 die erste Gemeinde in Israel, in der mit der arabischen Christin Violet Khoury eine Frau zur Bürgermeisterin gewählt wurde. Khoury war Mitglied der Histadrut und leitete die Abteilung für arabische Frauen der Moʿezet HaPoʿalot.

## Demographie
| Jahr      | 1931  | 1950  | 1960  | 1995  | 2009  | 2018   |
| --------- | ----- | ----- | ----- | ----- | ----- | ------ |
| Einwohner | 1.057 | 1.730 | 2.975 | 6.700 | 8.700 | 10.029 |

## Sehenswürdigkeiten
- Nach islamischer (speziell drusischer) Überlieferung befindet sich das Grab des al-Chidr in Kafr Jasif, welches Ziel vieler Pilgerreisen ist
- Erlöserkirche der melkitisch-katholischen Erzeparchie Akka
- Georgskirche der griechisch-orthodoxen Metropolie Akkon
- Theotokos-Kirche der griechisch-orthodoxen Metropolie Akkon